# Malthonea albomaculata
Malthonea albomaculata es una especie de escarabajo longicornio del género Malthonea, tribu Desmiphorini, subfamilia Lamiinae. Fue descrita científicamente por Breuning en 1966.
La especie se mantiene activa durante los meses de enero y diciembre.

## Descripción
Mide 10-12,1 milímetros de longitud.

## Distribución
Se distribuye por Bolivia.